# قائمة لاعبي كمال أجسام عرب

## الأردن
- مصطفى حسنين
- أحمد السعافين
- محمود جراشة
- إياد محمود

## الإمارات العربية المتحدة
- ناصر ميرزا
- عيسى عبيد

## البحرين
- سامي الحداد
- طارق الفرساني

## الجزائر
- محمد بن عزيزة

## السعودية
- ملفي الغامدي

## سوريا
- عمر أبو زرد
- أفرام عيسى
- محمد الزول
- قاسم يزبك

## العراق
- علي الكيار
- فائز عبد الحسن العبودي
- رائد عبد الرحمن محسن
- فاضل السوداني
- صباح طالب
- عزيز عبد الكريم

## لبنان
- مليح عليوان
- علي الملا
- سمير بنوت
- أحمد حيدر
- محمد بنوت
- محمد الموسوي
- جورج فرح

## مصر
- أنور العماوي
- عادل فهيم
- الشحات مبروك
- عطية شعلان
- رامي السبيعي
- ناصر السنباطي
- زياد محمد